# River Conder
Der River Conder ist ein Fluss in Lancashire, England. Der Fluss entspringt am Conder Head an der Nordseite des Clougha Pike im Forest of Bowland und fließt in westlicher Richtung, bis er nördlich des Ortes Quernmore einen Bogen nach Süden vollzieht und diesen Ort im Westen passiert. Der River Conder fließt in südlicher Richtung, bis er südlich der Lancaster University die Autobahn M6 unterquert und er wird kurz darauf im Süden des Ortes Galgate unter dem Lancaster Canal hindurch geführt. Danach beschreibt der River Conder am Zweigkanals des Lancaster Canal nach Glasson Dock einen Bogen nach Norden und mündet am Ort Conder Green in den River Lune.